# Corrado Bafile

Wappen von Corrado Kardinal Bafile

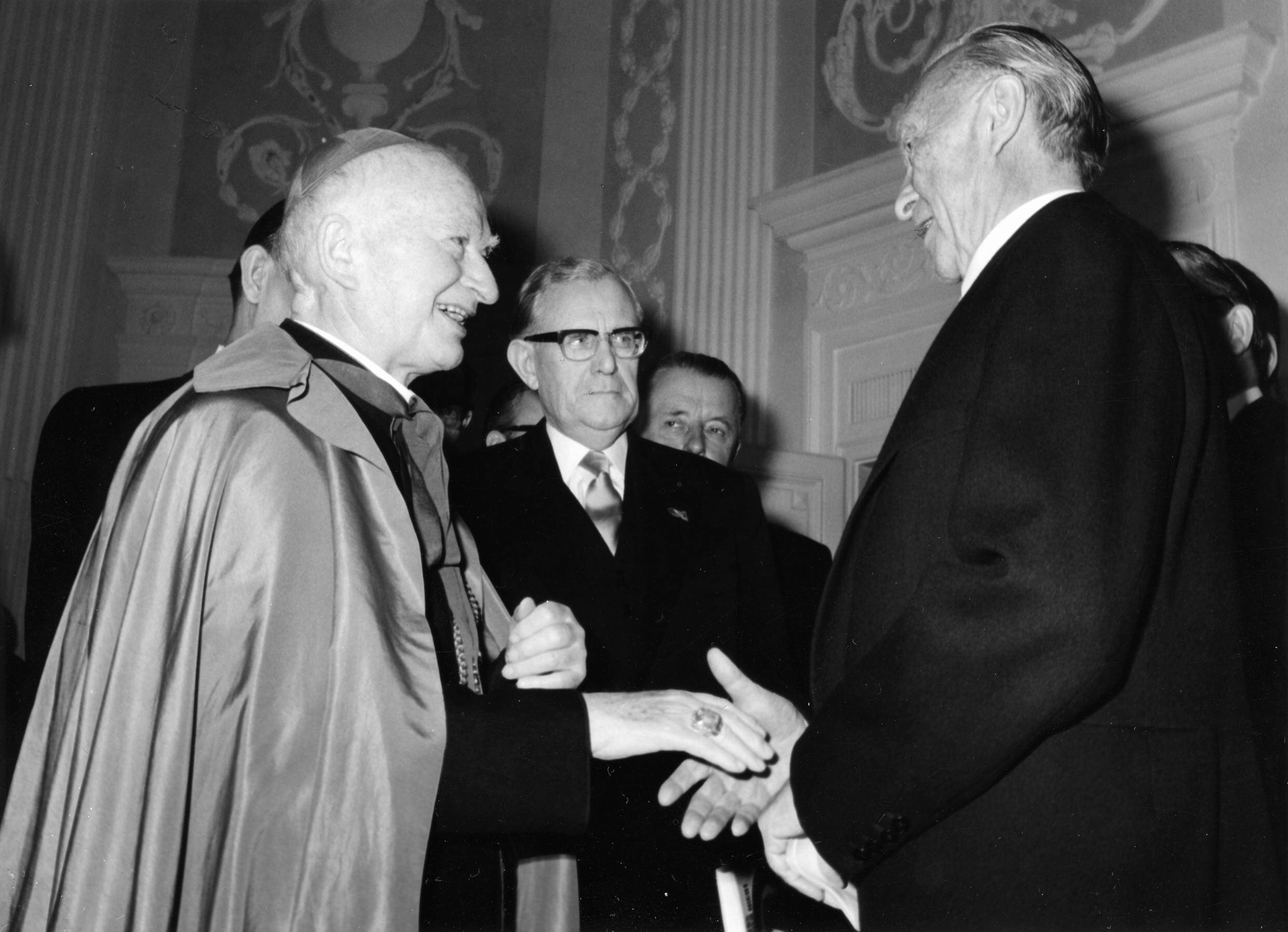
Nuntius Bafile (links) gratuliert dem ehemaligen Bundeskanzler Konrad Adenauer zum 88. Geburtstag, 5. Januar 1964

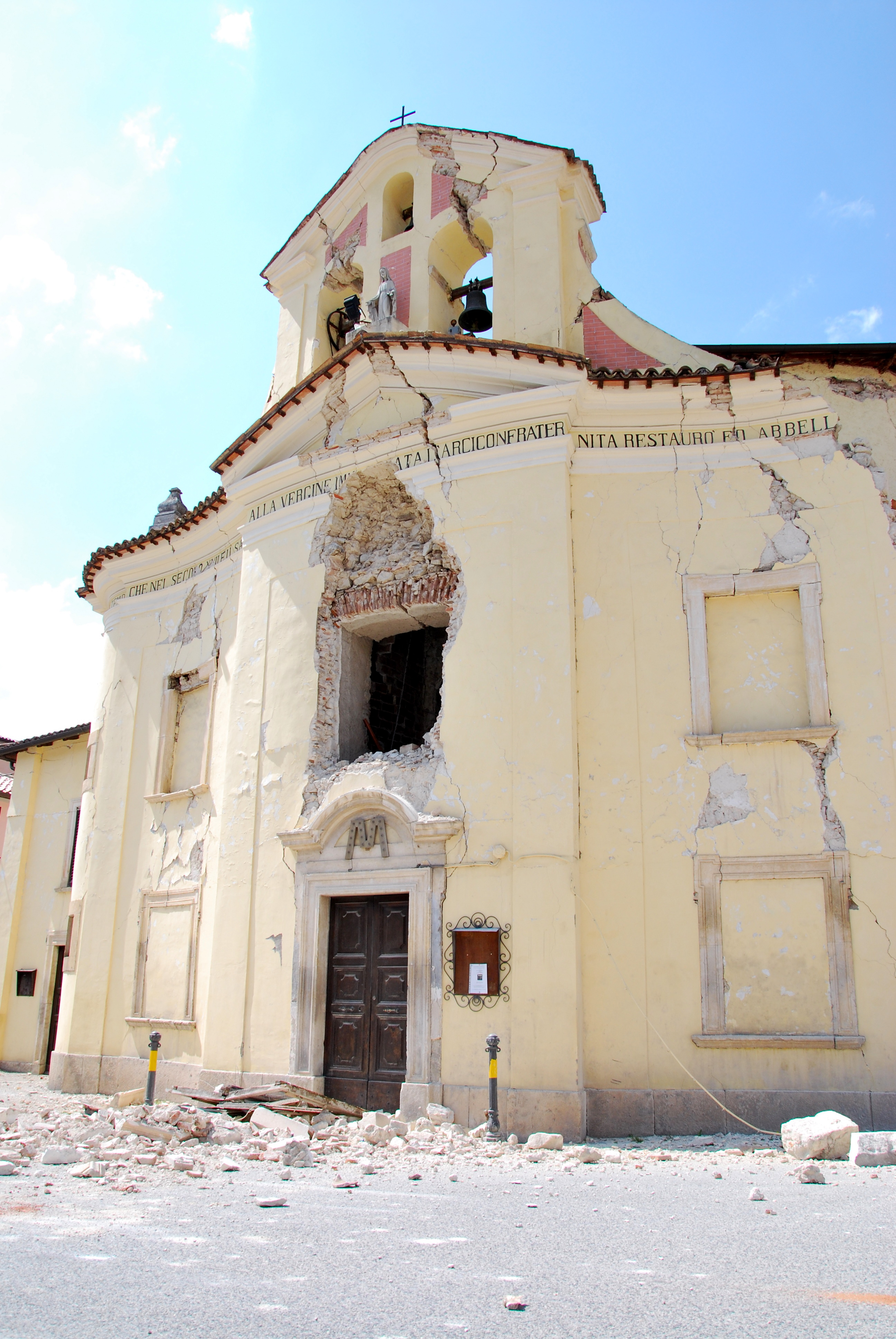
Santa Maria a Paganica, erdbebenzerstört 2009

Corrado Kardinal Bafile (* 4. Juli 1903 in L’Aquila, Italien; † 3. Februar 2005 in Rom) war Apostolischer Nuntius in Deutschland und später Kardinalpräfekt der Kongregation für die Selig- und Heiligsprechungsverfahren.

## Leben
Corrado Bafile war das zwölfte und letzte Kind des Arztes Vincenzo Bafile und seiner Frau Maddalena geborene Tedeschini-D’Annibale. Er studierte nach seiner Schulzeit an Universitäten in München und Rom zunächst Chemie (bei Richard Willstätter), dann Rechtswissenschaften, promovierte nach dem Abschluss seiner fachlichen Ausbildung in Rom zum Dr. iur. und praktizierte sechs Jahre lang in Rom und München als Anwalt, ehe er sich für die Aufgabe seines weltlichen Berufs entschied, in das Päpstliche Römische Priesterseminar in Rom eintrat und an der Päpstlichen Universität Gregoriana katholische Theologie und Philosophie studierte.
Am 11. April 1936 empfing er in Rom die Priesterweihe. Danach setzte er seine Studien an der Päpstlichen Diplomatenakademie fort und erwarb 1944 am Päpstlichen Athenaeum Lateranense den Doktorgrad in kanonischem Recht. Zunächst war er in der Verwaltung des Staatssekretariats des Heiligen Stuhls tätig. 1939 trat er in den diplomatischen Dienst des Vatikans ein. Während dieser Zeit war Bafile nebenamtlich seelsorgerisch tätig, u. a. auch in der Leitung der Legionäre Mariens in Italien. Am 1. November 1958 wurde Bafile erster der vier diensttuenden Wirklichen Geheimkämmerer im Vatikan.
Am 13. Februar 1960 wurde er von Papst Johannes XXIII. zum Titularerzbischof von Antiochia in Pisidien ernannt, am 19. März desselben Jahres spendete ihm der Papst selbst die Bischofsweihe; Mitkonsekratoren waren Diego Venini, Almosenier Seiner Heiligkeit, und Peter Canisus van Lierde, Päpstlicher Sakristan. Von 1960 bis 1975 war er als Nachfolger von Aloysius Muench als Apostolischer Nuntius diplomatischer Vertreter des Vatikans in der Bundesrepublik Deutschland. Als Doyen des bundesdeutschen diplomatischen Corps hatte er in Bonn vielfältige gesellschaftlich-repräsentative Aufgaben wahrzunehmen; mit Konrad Adenauer verband ihn eine persönliche Freundschaft. Wegen seines großen diplomatischen Einflusses und seines Geschicks bei der Durchsetzung konservativer Positionen nannte ihn die deutsche Boulevardpresse einen „Tiger in samtener Robe“. Ihm gelang der Abschluss eines Konkordats und mehrerer Verträge. Bafile war Ehrenmitglied der katholischen Studentenverbindungen K.St.V. Unitas-Breslau zu Köln (1961) im KV, in der KDStV Ripuaria Bonn (1963) und in der KAV Capitolina Rom, die beiden letztgenannten im CV.
1973 erregte Bafile Aufsehen in der Bundesrepublik mit dem letztlich erfolglosen Versuch, den Limburger Bischof Wilhelm Kempf durch ein geheimes Schreiben an Kardinalstaatssekretär Jean Villot entmachten zu lassen und zum Rücktritt zu zwingen. Durch einen unbekannten Mitarbeiter des Staatssekretariats gelangte eine Kopie des Schreibens an Kempf, der sich damit an die deutsche Bischofskonferenz wandte, sowie an die deutsche Presse. Hintergrund waren offenbar die Positionen Kempfs in den Fragen des Pflichtzölibats für Priester und der Beteiligung von Laien in der Bistumsleitung.
1975 kehrte Bafile in den Vatikan zurück und übernahm dort eine leitende Funktion als Pro-Präfekt der Heiligsprechungskongregation. Am 24. Mai 1976 wurde er von Papst Paul VI. als Kardinaldiakon mit der Titeldiakonie Santa Maria in Portico in das Kardinalskollegium aufgenommen. Von 1976 bis 1980 leitete er als Kardinalpräfekt die Kongregation für die Selig- und Heiligsprechungsprozesse. Am 22. Juni 1987 wurde er unter Beibehaltung seiner pro hac vice zur Titelkirche erhobenen Titeldiakonie zum Kardinalpriester ernannt. 2003 empfing ihn Johannes Paul II., um ihm zu seinem 100. Geburtstag zu gratulieren. Schon seit 2000 war Kardinal Bafile ältestes Mitglied des Kardinalskollegiums und seit dem Tod von José Calasanz Rosenhammer ältester katholischer Bischof.
Er starb im 102. Lebensjahr am 3. Februar 2005 in der Clinica Pio XI in Rom. Beigesetzt wurde er vorübergehend in der Familiengruft in L’Aquila, soll aber später in die Pfarrkirche Santa Maria Paganica in L’Aquila überführt werden, in der er getauft wurde.